# FRAT1
FRAT1‏ (FRAT1, WNT signaling pathway regulator) هوَ بروتين يُشَفر بواسطة جين FRAT1 في الإنسان.
ينتمي البروتين المُشفَّر بواسطة هذا الجين إلى عائلة بروتينات ربط GSK-3. وقد يُسهم في تطور الورم وفي تكوين الأورام اللمفاوية.